# Acanthurus polyzona
Acanthurus polyzona (лат.) ― вид морских лучепёрых рыб из семейства хирурговых. Тропическая рыба, обитающая на коралловых рифах в западной части Индийского океана. Впервые вид был описан в 1868 году голландским ихтиологом Питером Блекером, который дал виду название Rhombotides polyzona. Позже он был отнесен к роду Acanthurus, став Acanthurus polyzona. Ведёт дневной образ жизни и питается водорослями. 

## Описание
Это приплюснутая с боков рыба, примерно по форме напоминающая миндаль, и может достигать в длину около 20 сантиметров. Голова короткая, с заостренным рылом и терминальным ртом с толстыми губами. Глаза большие, две пары ноздрей находятся непосредственно перед глазами. Общая окраска этой рыбы бледно-жёлтая, скорее оливково-серая на спине и серебристо-белая на брюшке. На этот фон наложены девять широких чёрных полос, слегка сужающихся к брюху; первая полоса проходит через глаз, вторая тянется от передней части спинного плавника до основания грудных плавников, а восьмая и девятая полосы находятся на хвостовом стебле. По бокам хвостового стебля расположены по одному ланцетовидному шипу.

## Обитание
Acanthurus polyzona имеет довольно ограниченное распространение в тропической западной части Индийского океана, его ареал включает Мадагаскар, Маврикий, Реюньон и Коморские острова. Обитает в мелководных рифовых местностях, в лагунах и на внешних склонах рифов, на песчаном, каменистом или коралловом морском дне на глубинах до примерно 15 метров.